# Amasra
Amasra – miasto w Turcji, w prowincji Bartın. W 2011 roku liczyło 6085 mieszkańców.

## Historia
W czasach Cesarstwa Bizantyńskiego Amasra jako część królestwa
Pontu. W latach 1270–1460 port wynajmowany był Genueńczykom dla celów handlowych. W 1460 roku zdobyta przez Mehmeda II Zdobywcę. Pod rządami Osmanów miasto straciło swoje znaczenie handlowe na rzecz innych portów morza Czarnego. Aktualnie miejscowość turystyczna i ośrodek sportów wodnych.